# USS Halford (DD-480)
USS Halford (DD-480) là một tàu khu trục lớp Fletcher được Hải quân Hoa Kỳ chế tạo trong Chiến tranh Thế giới thứ hai. Nó là chiếc tàu chiến duy nhất của Hải quân Mỹ được đặt theo tên Đại úy Hải quân William Halford (1841–1919), người được tặng thưởng Huân chương Danh dự. Nó hoạt động cho đến hết Thế Chiến II, xuất biên chế năm 1946 và rút đăng bạ năm 1968 trước khi bị bán để tháo dỡ năm 1970. Nó được tặng thưởng mười ba Ngôi sao Chiến trận trong Thế Chiến II.

## Thiết kế và chế tạo
Halford được đặt lườn tại Xưởng hải quân Puget Sound, Bremerton, Washington vào ngày 3 tháng 6 năm 1941. Nó được hạ thủy vào ngày 29 tháng 10 năm 1942; được đỡ đầu bởi cô Eunice Halford, con gái Đại úy Halford; và nhập biên chế vào ngày 10 tháng 4 năm 1943 dưới quyền chỉ huy của Hạm trưởng, Thiếu tá Hải quân G. N. Johansen.
Halford là một trong số ba tàu khu trục lớp Fletcher được hoàn tất với một máy phóng dành cho thủy phi cơ; những chiếc kia là USS Pringle và USS Stevens. Máy phóng và một cần cẩu được đặt ngay phía sau ống khói số 2, ở chỗ ống phóng ngư lôi số 2, bệ pháo 5 inch số 3, và tầng 2 của boong sau vốn thường mang một khẩu đội 40 mm phòng không nòng đôi trên đa số những chiếc trong lớp. Khẩu đội 40 mm nòng đôi được chuyển đến đuôi tàu, ngay trước các đường ray thả mìn sâu, nơi đa số những chiếc trong lớp bố trí các khẩu đội 20 mm. Dự định  sẽ sử dụng những chiếc thủy phi cơ để trinh sát cho chi hạm đội khu trục mà các con tàu này được bố trí. Nó sẽ được phóng lên bằng máy phóng, hạ cánh trên biển cạnh con tàu, và được thu hồi bằng cần cẩu máy bay. Pringle là chiếc đầu tiên trong số năm chiếc được trang bị máy phóng để hoạt động; do gặp vấn đề về thiết kế cần cẩu, nó không thể thu hồi chiếc thủy phi cơ Kingfisher. Hai chiếc chế tạo trong năm 1943, Stevens và Halford, có cần cẩu được thiết kế lại. Stevens trở thành chiếc đầu tiên trong số năm chiếc phóng và thu hồi thành công máy bay. Tất cả cuối cùng đều được cải biến trở lại cấu hình tiêu chuẩn của lớp Fletcher.

## Lịch sử hoạt động

### 1943

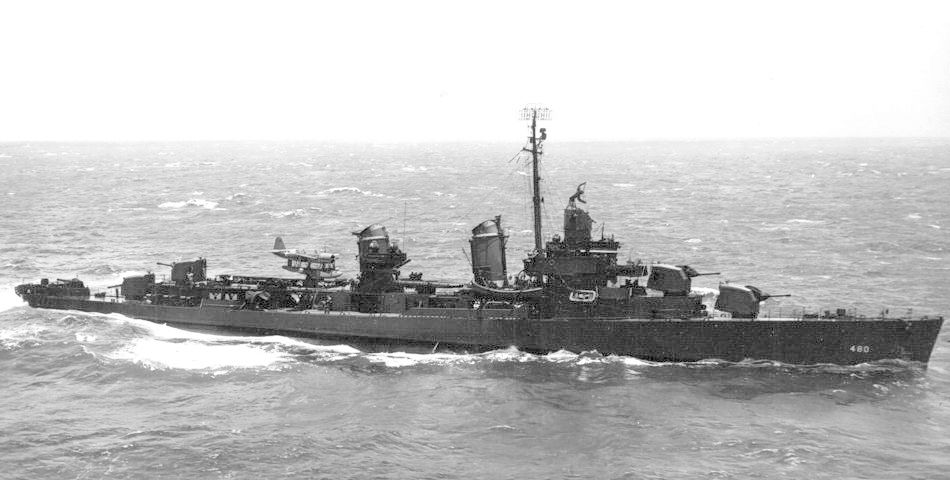
Halford với máy phóng và thủy phi cơ trinh sát OS2U, tháng 7 năm 1943.

Khi cuộc xung đột tại Mặt trận Thái Bình Dương đang quyết liệt, Hạm đội Thái Bình Dương cũng tích cực chuẩn bị cho việc càn quét khu vực quần đảo Micronesia. Nhằm tăng cường khả năng trinh sát của hạm đội, Halford được chế tạo với một máy phóng kiểu tàu tuần dương và một máy bay trinh sát. Nó rời San Diego, California vào ngày 5 tháng 7 năm 1943 để đi sang quần đảo Hawaii, đi đến Trân Châu Cảng năm ngày sau đó. Trong gần bốn tháng tiếp theo, nó thử nghiệm khả năng mang theo máy bay trinh sát trên các tàu chiến nhỏ. Do những thay đổi về chiến thuật, cũng như sức mạnh lực lượng tàu sân bay hải quân được tăng cường đáng kể, chiếc tàu khu trục quay trở về Xưởng hải quân Mare Island vào ngày 27 tháng 10 để tháo dỡ máy phóng và máy bay, thay bằng một dàn ống phóng ngư lôi thứ hai và tháp pháo 5 inch số 3.
Vào ngày 6 tháng 12, lên đường đi sang khu vực Tây Nam Thái Bình Dương, ghé qua Trân Châu Cảng, Funafuti, Espiritu Santo và Tutuila, Samoa. Nó làm nhiệm vụ hộ tống bảo vệ cho tàu chở quân Lurline đưa binh lính Thủy quân Lục chiến đến tăng cường cho Guadalcanal. Sau khi đi đến Guadalcanal, nó đảm nhiệm việc chỉ huy chống tàu ngầm, đặt căn cứ ngoài khơi Lunga Point. Ngoài Guadalcanal, nó còn hỗ trợ các bãi đổ bộ tại Bougainville, bảo vệ các đoàn tàu tiếp liệu và tham gia bắn phá bờ biển.

### 1944
Halford đã cùng các tàu khu trục Waller và Wadsworth tham gia càn quét tàu bè đối phương tại khu vực bờ biển phía Đông đảo New Ireland vào tháng 1 năm 1944, chịu đựng hỏa lực phản công của đối phương ngoài khơi eo biển Đông Buka, trong một giai đoạn được đánh dấu bởi việc tiêu diệt các căn cứ của Hải quân Nhật Bản trên đảo Choiseul. Sau đó, nó trở thành soái hạm cho lực lượng tấn công lên đảo Green dưới quyền Chuẩn đô đốc Theodore S. Wilkinson. Vận chuyển Sư đoàn 3 New Zealand dưới quyền Thiếu tướng Harold E. Barrowclough, đội khu trục vận chuyển của đô đốc Wilkinson khởi hành từ Vella Lavella và quần đảo Treasury vào ngày 12-13 tháng 2, đi đến ngoài khơi đảo Barahun lúc 06 giờ 20 phút ngày 15 tháng 2, thả các xuồng đổ bộ xuống nước cho cuộc tấn công.
Halford trực chiến ngoài khơi đảo Green và bắt đầu tuần tra trong lúc bắt đầu việc chất dỡ. Đến 09 giờ 40 phút, Thiếu tướng Lục quân Hoàng gia New Zealand Barrowclough và ban tham mưu của ông rời tàu để lên bờ. Trong vòng hai giờ, lực lượng New Zealand với 5.800 người đã hoàn tất đổ bộ trong Ngày D 15 tháng 2, không gặp sự kháng cự nào đáng kể trong khi chỉ cách vị trí đóng quân Nhật Bản ở Rabaul 115 mi (185 km). Điều này chứng tỏ khả năng hùng mạnh và cơ động của hạm đội Đồng Minh tại Thái Bình Dương.
Halford sau đó tham gia một hải đội khu trục để thực hiện một đợt đợt càn quét tàu bè đối phương ngoài khơi bờ biển phía Tây New Ireland. Trong đêm 24-25 tháng 2, nó cùng tàu khu trục Bennett (DD-473) đánh chìm hai tàu ven biển nhỏ và gây hư hại nặng cho một tàu tuần tra. Trong ba ngày tiếp theo, nó tiếp tục càn quét về phía Nam căn cứ hải quân chủ lực của Nhật Bản tại Truk trước khi rút lui về cảng Purvis để tiếp liệu. Trong suốt mùa Xuân, nó bận rộn trong nhiệm vụ hộ tống các đoàn tàu vận tải tiếp liệu đến phía Bắc quần đảo Solomon; sau đó nó chuẩn bị cho chuyến đi kéo dài nhất trong suốt lịch sử hoạt động vào đầu tháng 6, khi tham gia chiến dịch tại khu vực quần đảo Mariana.
Gia đoạn mở màn của Chiến dịch Forager đã buộc Halford phải liên tục ở ngoài biển trong 75 ngày. Nó tham gia bắn phá các công sự phòng thủ tại bờ biển phía Tây Tinian, rồi bắn phá quấy rối ban đêm và làm nhiệm vụ bảo vệ cho các đơn vị bắn phá hạng nặng. Vào ngày 17 tháng 6, chiếc tàu khu trục tham gia cùng Lực lượng Đặc nhiệm 58 dưới quyền chỉ huy của đô đốc Marc A. Mitscher trong trận chiến tàu sân bay lớn nhất mọi thời đại: Trận chiến biển Philippine. Trong giai đoạn đầu của trận chiến vào ngày 19 tháng 6, nó tham gia vào "Cuộc săn vịt trời Mariana vĩ đại", tên lóng của trận chiến do số lượng lớn máy bay từ tàu sân bay đối phương bị máy bay tiêm kích tuần tra chiến đấu và hỏa lực phòng không từ các tàu chiến bắn rơi. Kết thúc hai ngày đụng độ tại biển Philippine, Hải quân Đế quốc Nhật Bản đã mất 395 máy bay trên tàu sân bay, 31 thủy phi cơ và ba tàu sân bay.
Trong khi Guam được bình định, Halford bảo vệ cho hoạt động của các đội phá hoại dưới nước, hỗ trợ hỏa lực bắn phá cho lực lượng tấn công trên bờ cũng như giải cứu những người dân bản địa thoát ra khỏi sự kiểm soát của quân Nhật. Nó sau đó tham gia Đội hỗ trợ hỏa lực Angaur cho cuộc bắn phá lên đảo Angaur từ ngày 4 đến ngày 21 tháng 9.
Halford tham gia chiến dịch tiếp theo nhằm tái chiếm Philippines, khi nó gia nhập đội hỗ trợ hỏa lực dưới quyền Chuẩn đô đốc Jesse B. Oldendorf trực thuộc Đệ Thất hạm đội, và tham gia bắn phá chuẩn bị lên Leyte. Vào ngày 24 tháng 10, khi Tư lệnh Đệ Thất hạm đội, Phó đô đốc Thomas C. Kinkaid, dự đoán Lực lượng phía Nam Nhật Bản dưới quyền Phó đô đốc Shoji Nishimura sẽ tìm cách xâm nhập vịnh Leyte ngang qua eo biển Surigao, chiếc tàu khu trục đã chuẩn bị cho Trận chiến eo biển Surigao, diễn ra trong đêm 24-25 tháng 10. Trong thành phần Đội khu trục 112, nó chứng kiến việc tiêu diệt toàn bộ Lực lượng phía Nam đối phương, ngoại trừ tàu khu trục Shigure. Tổn thất về phía Hoa Kỳ là 39 người thiệt mạng và 114 người bị thương, hầu hết bên trên tàu khu trục Albert W. Grant, không chỉ do hỏa lực của đối phương mà còn do hỏa lực bắn nhầm của tàu bạn.
Sau khi kết thúc trận Hải chiến vịnh Leyte vốn đã hầu như vô hiệu hóa Hạm đội Liên hợp Nhật Bản, Halford rời vịnh Leyte vào ngày 1 tháng 11 để hoạt động cùng Đệ Tam hạm đội ngoài khơi Ulithi cho đến ngày 2 tháng 12, khi nó quay trở lại Leyte trong thành phần hộ tống cho lực lượng đổ bộ. Đến ngày 6 tháng 12, chiếc tàu khu trục được cho tách ra để hộ tống chiếc SS Antone Sautrain bị hư hại đi đến Leyte, nhưng con tàu này bị mất do không kích của đối phương. Quay trở lại Leyte, nó hộ tống các tàu vận tải tiếp liệu đi đến vịnh Ormoc và các tàu chở quân đi Mindoro.

### 1945

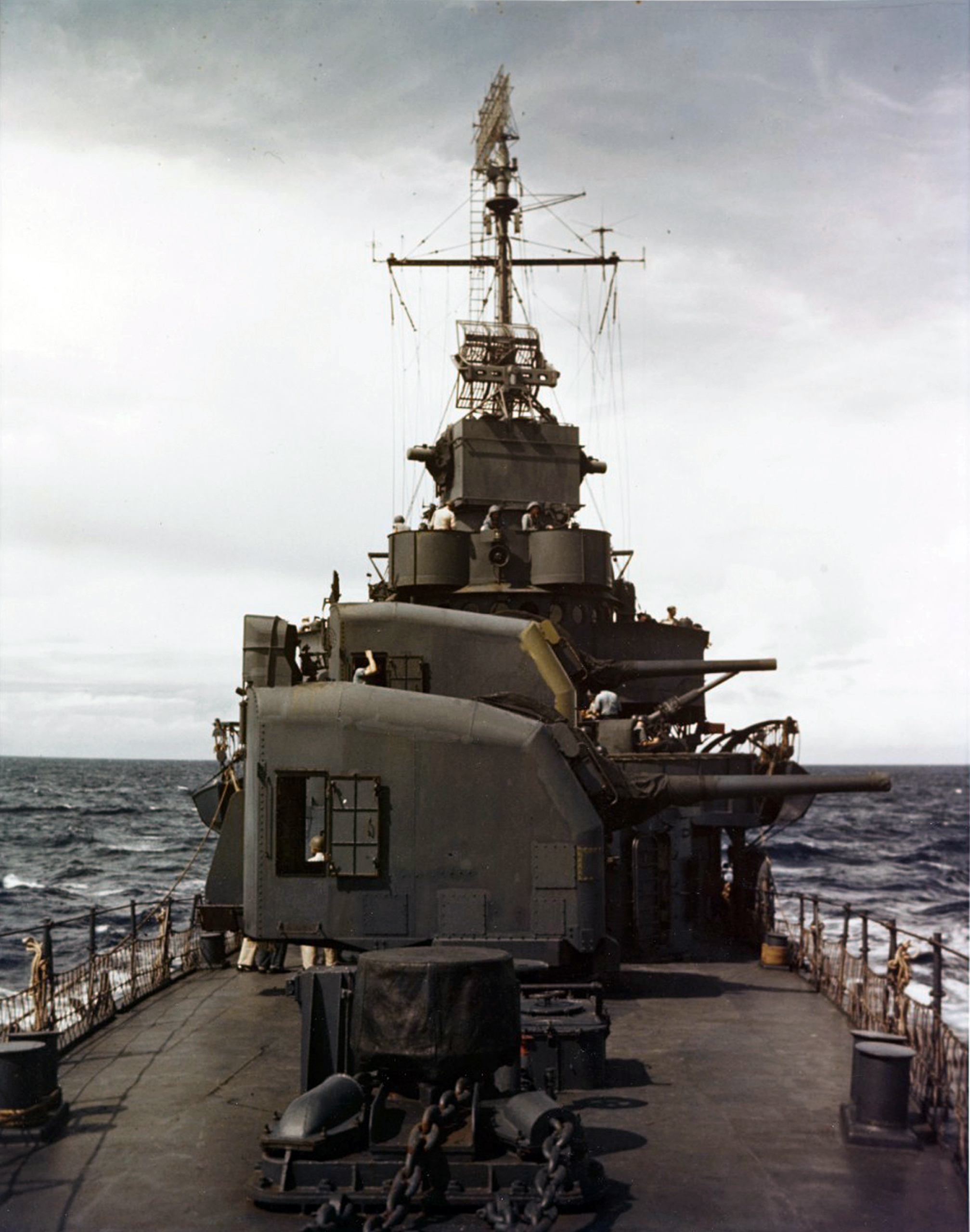
Các tháp pháo phía trước của Halford.

Xế trưa ngày 2 tháng 1 năm 1945, Halford khởi hành từ Hollandia để hộ tống các tàu vận tải thuộc Lực lượng Đặc nhiệm 79 đi đến vịnh Lingayen nhằm tham gia cuộc đổ bộ lên Luzon, Philippines. Sau khi đưa các tàu vận tải đến nơi an toàn bất chấp những cuộc không kích ác liệt của đối phương, nó tuần tra tại lối ra vào vịnh Lingayen. Lúc xế trưa ngày 11 tháng 1, nó tham gia càn quét tàu bè đối phương tại cảng San Fernando, đánh chìm ba tàu hàng nhỏ, một tàu đổ bộ và nhiều sà lan. Sáng hôm sau, nó tham gia bắn phá để vô hiệu hóa Rosario. Đến ngày 14 tháng 2, đang khi tuần tra cảng Saipan, chiếc tàu khu trục va chạm với chiếc M.S. Terry E. Stephenson, và cho dù không bị thương vong, Halford buộc phải quay về Xưởng hải quân Mare Island, California để sửa chữa, đến nơi vào ngày 24 tháng 3.
Halford khởi hành từ San Diego vào ngày 27 tháng 5 để đi sang phía Tây, đi ngang Trân Châu Cảng để hướng đến quần đảo Marshall, nơi nó hộ tống các tàu vận tải đi từ Eniwetok đến Ulithi. Vào ngày 11 tháng 8, nó rời Eniwetok để đi Adak, Alaska tham gia Hạm đội Bắc Thái Bình Dương, một lực lượng đặc nhiệm bao gồm các tàu sân bay hạng nhẹ, tàu tuần dương và tàu khu trục. Nó rời Adak vào ngày 31 tháng 8, đi đến Ominato thuộc phía Bắc đảo Honshū, Nhật Bản vào ngày 12 tháng 9. Dưới sự chỉ đạo của Phó đô đốc Frank Jack Fletcher, lực lượng có nhiệm vụ chiếm đóng Căn cứ hải quân Ominato và khu vực phụ cận.
Halford cùng lực lượng đặc nhiệm rời Ominato vào ngày 20 tháng 9, quay về Adak năm ngày sau đó, rồi tiếp tục đi ngang qua Kodiak để đến Juneau, nơi nó tham dự lễ hội nhân Ngày Hải quân. Nó rời Juneau, Alaska vào ngày 1 tháng 11, và về đến Bremerton, Washington ba ngày sau đó, nơi nó được đại tu chuẩn bị ngừng hoạt động. Chiếc tàu khu trục rời Bremerton vào ngày 23 tháng 1 năm 1946, gia nhập Hạm đội Dự bị Thái Bình Dương tại San Diego vào ngày 28 tháng 1, và được cho xuất biên chế vào ngày 15 tháng 5 năm 1946. Tên nó được cho rút khỏi danh sách Đăng bạ Hải quân vào ngày 1 tháng 5 năm 1968, và lườn tàu bị bán để tháo dỡ vào ngày 2 tháng 4 năm 1970.

## Phần thưởng
Halford được tặng thưởng mười ba Ngôi sao Chiến trận do thành tích phục vụ trong Thế Chiến II.